# Meidezeggenschap
Meidezeggenschap (Engelse titel: Equal Rites) is een fantasyboek uit 1987 van de Britse schrijver Terry Pratchett. Het is het derde boek in de Schijfwereld cyclus en het eerste waarin Opoe Esmeralda Wedersmeer verschijnt.
Het boek werd in 1992 in het Nederlands vertaald door Venugopalan Ittekot.

## Samenvatting
In Miskont, een klein dorpje in het Ramtop gebergte, arriveert de tovenaar Stokkel Tromp. Hij is op zoek naar de achtste zoon van een achtste zoon, die zo meteen bij de dorpssmid Wildo Smit zal worden geboren. Een achtste zoon van een achtste zoon is voorbestemd om tovenaar te worden, dus wil Tromp aan dit kind zijn eigen toverstaf geven, daar hij zelf over zes minuten dood gaat. Net voordat hij sterft, kan hij zijn toverstaf aan het zojuist geboren kind overhandigen. Maar na zijn dood blijkt het kind een meisje te zijn, Esk (Eskariena) geheten.
Er gaan jaren voorbij zonder dat het meisje blijk geeft van toverkrachten, maar na zeven jaar blijkt ze toch te kunnen toveren (ze verandert onder andere haar broertje in een varkentje). Ze wordt in huis genomen door de dorpheks, Opoe Wedersmeer. (Engels: Granny Weatherwax) Ze leert Esk allerlei heksendingen, maar ze blijkt toch voorbestemd te zijn om een tovenaar te worden. Daarom besluit Opoe Wedersmeer haar naar de Gesloten Universiteit van Ankh-Meurbork te brengen.
Onderweg ontmoet ze de stotterende, maar sympathieke jongen Simon, die door meester Stroofel, vicekanselier van de Gesloten Universiteit, naar de toverschool wordt gebracht. Op de universiteit wordt de eerste toverpoging van Esk geen succes, maar opoe Wedersmeer weet haar een baantje als schoonmaakster te bezorgen, zodat Esk toch wat kan meepikken van de tovenaarslessen. Hier ziet ze ook Simon weer, die een natuurtalent blijkt te zijn. Maar zijn krachtige toverijen hebben tot gevolg dat de wezens uit de Kerkerdimensies via hem in de echte wereld proberen door te dringen. Nadat opoe Wedersmeer aartskanselier Snijhoek op krachtige wijze hiervan heeft overtuigd, kan Esk Simon helpen de aanval af te weren. Nadat alles weer in orde is wordt Esk toegelaten op de Gesloten Universiteit.